# Lincoln (Rhode Island)
Lincoln es un pueblo ubicado en el condado de Providence en el estado estadounidense de Rhode Island. En el año 2000 tenía una población de 20,898 habitantes y una densidad poblacional de 442.7 personas por km².

## Geografía
Lincoln se encuentra ubicado en las coordenadas 41°55′16″N 71°26′6″O / 41.92111, -71.43500. Según la Oficina del Censo, la ciudad tiene un área total de 49,1 km² (19,0 mi²), de la cual 47,2 km² (18,2 mi²) es tierra y 1,9 km² (0,7 mi²) (3.80%) es agua.

## Demografía
Según la Oficina del Censo en 2000 los ingresos medios por hogar en la localidad eran de $47,815, y los ingresos medios por familia eran $61,257. Los hombres tenían unos ingresos medios de $41,508 frente a los $30,089 para las mujeres. La renta per cápita para la localidad era de $26,779. Alrededor del 5.2% de la población estaban por debajo del umbral de pobreza.